# Ratna Indraswari
Ratna Indraswari Ibrahim (24 avril 1949 - 28 mars 2011), surnommée la Reine des abeilles, est une femme de lettres, poétesse, autrice et militante des droits humains indonésienne. Paralysée depuis l'âge de 10 ans, elle compose plus de 400 nouvelles et romans au cours de sa vie, dont des œuvres sociales et contestataires, comme l'écologiste Lemah Tanjung (2003). Par ailleurs, elle est une figure notable du mouvement féministe et démocratique indonésien. 
Son œuvre, surtout composée de nouvelles, s'intéresse à des figures féminines, à leur parcours, leurs façons de résister au pouvoir. Elle est décrite comme une artiste orale, car elle dicte l'ensemble de ses œuvres.

## Biographie

### Naissance et jeunesse
Ratna Indraswari naît à Malang le 24 avril 1949. Elle est la dernière de six enfants. Ses deux parents, Saleh Ibrahim et Siti Bidasari binti Arifin, sont issus du peuple Minangkabau, bien qu'ils demeurent à Malang, qui n'est pas majoritairement Minangkabau. Son père, Saleh Ibrahim, la fait lire et se procure de nombreux livres, qu'elle peut ensuite lire et ce qui la familiarise avec la littérature dès son enfance. Elle devient tétraplégique à l'âge de 10 ans après une longue fièvre et une longue maladie apparentée à du rachitisme. 
Après avoir suivi son éducation à l'école primaire chrétienne, au collège puis au lycée de Malang, elle entreprend des études à la faculté d’administration commerciale de l’université Brawijaya, mais les abandonne rapidement.

### Carrière littéraire et engagements
En 1974, elle commence à écrire, avec l'aide d'une assistante qui écrit ce qu'elle dicte, elle parvient ainsi à faire rédiger ses œuvres,. Le fait qu'elle soit obligée de dicter pour écrire lui fait qualifier sa propre œuvre  de « littérature orale ».  Autrice extrêmement prolifique, elle commence à publier en 1974 et ne s'interrompt plus, publiant surtout des nouvelles, mais aussi des romans et de la poésie,. Il est estimé qu'en tout, Indraswari est à l'origine d'au moins 400 œuvres littéraires différentes.
Parallèlement à ses activités artistiques et littéraires, elle s'engage dans la lutte pour les droits humains en rejoignant diverses organisations indonésiennes dans les années 1970 et 1980. Dès 1980, elle est nommée présidente de l'association pour les handicapés Bhakti Nurani. En 2000, elle devient présidente de la recherche et du développement pour l'association Kean 'Payung'. Son activisme la fait voyager à l'étranger, elle se rend notamment aux États-Unis ou en Chine pour assister à des rassemblements féministes ou luttant pour les droits des femmes, comme le Congrès des femmes. Elle remporte aussi plusieurs prix, comme celui du magazine Femina.
Ses engagements pour la démocratie provoquent aussi la surveillance des autorités indonésiennes ; en 1998, pendant les émeutes de Jakarta, sa maison est perquisitionnée par les services de renseignement indonésiens, qui y cherchent des personnes cachées, sans les trouver. 
Elle est parfois surnommée « Ratu Lebah », ce qui signifie la « reine des abeilles ». En 2003, elle publie Lemah Tanjung, qui parle d'un projet immobilier verreux qui détruit l'environnement en Indonésie. Avant de publier l'ouvrage, elle participe aux manifestations contre le projet, bien que limitée par sa tétraplégie. 
Son dernier roman, 1998, achevé avant sa mort mais publié à titre posthume, revient sur les émeutes de Jakarta,. Indraswari meurt des suites d'un accident vasculaire cérébral le 28 mars 2011,. 

## Postérité
L'autrice est lue dans certaines écoles indonésiennes au début des années 2020.

## Analyse de l’œuvre

### Femmes
Ses engagements féministes se retrouvent dans sa littérature,,, elle-même déclarant s'inspirer de Virginia Woolf. Son œuvre est créditée comme étant capable de problématiser la question de la condition de la femme, et donne des voies pour sortir de la domination.
La religiosité des femmes dans son œuvre est aussi un sujet étudié par la recherche,.